# Les germanes McLeod
Les germanes McLeod (McLeod's Daughters) és una sèrie de televisió australiana emesa per la cadena Nine Network des de l'agost del 2001 fins al gener del 2009. Se centra en les vides de Tess i Claire, dues germanes que es retroben després de 20 anys. Ambdues constitueixen un equip de treball que protagonitza un seguit d'històries romàntiques i extraordinàries amb una acció trepidant, rialles i una emoció profunda.
McLeod's Daughters és una coproducció de Millennium Television i Nine Films and Television, amb la col·laboració de South Australian Film Corporation.

## Repartiment
Els personatges més destacats són els següents:

### Actors principals
| Actor/Actriu                | Personatge                                    | Capítols totals | Temporades on és present | Temporades on torna |
| --------------------------- | --------------------------------------------- | --------------- | ------------------------ | ------------------- |
| Lisa Chappell               | Claire Louise McLeod                          | 74              | 1, 2, 3                  | Cap                 |
| Bridie Carter               | Teresa "Tess" Charlotte Silverman McLeod Ryan | 135             | 1, 2, 3, 4, 5, 6         | Cap                 |
| Rachael Carpani             | Jodi Fountain McLeod Bosnich                  | 180             | 1, 2, 3, 4, 5, 6, 7      | 8                   |
| Jessica Napier              | Becky Howard                                  | 70              | 1, 2, 3                  | Cap                 |
| Aaron Jeffery               | Alexander "Alex" Marion Ryan                  | 202             | 1, 2, 3, 4, 5, 6, 7      | 8                   |
| Myles Pollard               | Nicholas Ryan                                 | 124             | 1, 2, 3, 4, 5            | 6                   |
| Sonia Todd                  | Meg Fountain Dodge                            | 107             | 1, 2, 3, 4, 5            | 6, 7, 8             |
| Simmone Jade Mackinnon      | Stevie Hall                                   | 153             | 3, 4, 5, 6, 7, 8         | Cap                 |
| Brett Tucker                | David "Dave" Brewer                           | 100             | 4, 5, 6                  | 3                   |
| Michala Banas               | Kate Manfredi                                 | 117             | 4, 5, 6, 7, 8            | Cap                 |
| Doris Younane               | Moira Doyle                                   | 94              | 6, 7, 8                  | 2, 3, 4, 5          |
| Zoe Naylor                  | Regan McLeod                                  | 53              | 6, 7                     | 5, 8                |
| Jonny Pasvolsky             | Rob Shelton/Matt Bosnich                      | 36              | 5, 6                     | 7                   |
| Luke Jacobz                 | Patrick Brewer                                | 78              | 6, 7, 8                  | 5                   |
| Dustin Clare                | Riley Ward                                    | 49              | 6, 7                     | 8                   |
| Gillian Alexy               | Tayler Geddes                                 | 54              | 7, 8                     | 6                   |
| Matt Passmore               | Marcus Turner                                 | 53              | 7, 8                     | Cap                 |
| Abi Tucker                  | Grace Kingston-McLeod                         | 45              | 7, 8                     | Cap                 |
| Anna Torv & Edwina Ritchard | Jasmine "Jaz" McLeod                          | 17              | 8                        | 4                   |
| John Schwarz                | Ben Hall                                      | 15              | 8                        | Cap                 |

### Actors que es repeteixen
Alguns dels actors de McLeod's Daughters, temps després d'haver marxat de la sèrie, s'hi reincorporen o bé apareixen com a convidats:
| Actor/Actriu                            | Personatge                | Temps d'actuació  |
| --------------------------------------- | ------------------------- | ----------------- |
| Marshall Napier                         | Harry Ryan/Carl Wetherdon | 2001 - 2006       |
| John Jarratt                            | Terry Dodge               | 2001 - 2006       |
| Fletcher Humphrys                       | Brett "Brick" Buchanan    | 2001 - 2003       |
| Henry Nixon                             | Shearer/Greg Dawson       | 2001, 2005, 2006  |
| Rodger Corser                           | Peter Johnson             | 2001 - 2004       |
| Ben Mortley                             | Alberto Borele            | 2001, 2002 - 2003 |
| Kathryn Hartmman                        | Sally Clemments           | 2002 - 2005       |
| Stelios Yiakmis                         | Sergeant Frank Da Costa   | 2002              |
| Charlie Clausen                         | Jake Harrison             | 2002 - 2003       |
| Richard Healy                           | Kevin Fountain            | 2002, 2003, 2006  |
| Inge Hornstra                           | Sandra Kinsella Ryan      | 2002 - 2006       |
| Reece Horner                            | Nat                       | 2003 - 2008       |
| Peter Stefanou                          | Vince Lavise              | 2003              |
| Jovita Lee Shaw                         | Kylie Buchanan            | 2003              |
| John Stanton                            | Bryce Redstaff            | 2003 - 2007       |
| Carmel Johnson                          | Beth Martin               | 2003 - 2009       |
| Brooke, Kaitlyn and Tahlia Stacey-Clark | Charlotte McLeod          | 2004 - 2006, 2009 |
| Harold Hopkins                          | Ken Logan                 | 2004              |
| Susan Godfrey                           | Jennifer Logan            | 2004              |
| Tasma Walton                            | Tracy Morrison            | 2004              |
| Grant Bowler                            | Jared Wuchowski           | 2004              |
| Glenda Linscott                         | Celia Rivers              | 2004              |
| Craig McLachlan                         | Kane Morgan               | 2004              |
| Basia A'Hern                            | Rose Hall-Smith           | 2004 - 2009       |
| Dean O'Gorman                           | Luke Morgan               | 2004 - 2005       |
| Anna Torv                               | Jasmine McLeod            | 2004              |
| Josef Ber                               | Hugh McLeod               | 2004, 2005, 2007  |
| Zoe Naylor                              | Regan McLeod              | 2005, 2008 - 2009 |
| Rhys Muldoon                            | Jeremy Quaid              | 2005              |
| Jeremy Sims                             | Will Hamilton             | 2005              |
| Sonja Tallis                            | Alessa Manfredi           | 2005              |
| Tara Morice                             | Michelle Hall - Smith     | 2005              |
| Sophie Cleary                           | Catrina Bradfield         | 2005, 2006        |
| John Atkinson                           | Roger McIvor              | 2005, 2006, 2007  |
| Matt Passmore                           | Greg Hope                 | 2006              |
| Michelle Langstone                      | Fiona Webb Ryan           | 2006              |
| Peter Hardy                             | Phil Rakich               | 2006 - 2009       |
| Damien Richardson                       | Tom Braiden               | 2006              |
| Daniel Feuerriegel                      | Leo Coombes               | 2006              |
| Joe Petruzzi                            | Sgt. Tony Rablsi          | 2006              |
| Andrew.S.Gilbert                        | Joel Sanderson            | 2006              |
| Alicya Debnam Carey                     | Chloe Sanderson           | 2006              |
| Robert Coleby                           | Howard Webb               | 2006              |
| Steve Vidler                            | Hugh Doyle                | 2006              |
| Rebecca Lavelle                         | Bindy Martin              | 2006              |
| Sullivan Stapleton                      | Drew Cornwell             | 2006              |
| Sonia Todd                              | Meg Fountain Dodge        | 2007, 2009        |
| Samantha Tolj                           | Heather Richardson        | 2007              |
| Liam Hemsworth                          | Damon                     | 2007              |
| Callan Mulvey                           | Mitch Wahlberg            | 2007              |
| Jay Laga'aia                            | Gabe                      | 2007              |
| Wendy Bos                               | Karen Aitken              | 2007              |
| Sam Healy                               | Ashleigh Redstaff         | 2007              |
| Rachael Coopes                          | Ingrid Marr               | 2007 - 2009       |
| Scott Lowe                              | Jim Selkirk               | 2007 - 2008       |
| Sandy Winton                            | Heath Barrett             | 2007              |
| Anita Hegh                              | Sharon Buckingham         | 2008              |
| Martin Lynes                            | Frank Edwards             | 2008              |
| Alex Cook                               | Lily Edwards              | 2008              |
| Gus Murray                              | Father Dan                | 2008              |
| Ashton & Tate Hutchins                  | Xander Ryan               | 2008 - 2009       |
| Aaron Jeffery                           | Alex Ryan                 | 2008 - 2009       |
| Rachael Carpani                         | Jodi Fountain McLeod      | 2009              |

## Audiència
| Temporada | Data d'estrena        | Data d'acabament        | Període     | Espectadors (en milions) |
| --------- | --------------------- | ----------------------- | ----------- | ------------------------ |
| 1a        | 8 d'agost del 2001    | 20 de març del 2002     | 2001 - 2002 | 1,8                      |
| 2a        | 27 de març del 2002   | 16 d'octubre del 2002   | 2002        | 1,8                      |
| 3a        | 12 de febrer del 2003 | 29 d'octubre del 2003   | 2003        | 1,8                      |
| 4a        | 11 de febrer del 2004 | 24 de novembre del 2004 | 2004        | 1,6                      |
| 5a        | 9 de febrer del 2005  | 23 de novembre del 2005 | 2005        | 1,6                      |
| 6a        | 15 de febrer del 2006 | 29 de novembre del 2006 | 2006        | 1,4                      |
| 7a        | 7 de febrer del 2007  | 17 d'octubre del 2007   | 2007        | 1,0                      |
| 8a        | 23 de juliol del 2008 | 31 de gener del 2009    | 2008 - 2009 | 0,6                      |

## Emissió en altres països
| País            | Nom                 | Xarxa/Canal                             | Data d'estrena        | Fi de l'emissió       |
| --------------- | ------------------- | --------------------------------------- | --------------------- | --------------------- |
| Espanya         | Les germanes McLeod | Catalunya en TV3                        | 20 de juliol del 2009 | 29 de juny del 2010   |
| Espanya         | As irmás McLeod     | Galícia en TVG                          |                       |                       |
| Espanya         | Las hermanas McLeod | Castella i Lleó en CyL7                 | 2009                  |                       |
| Austràlia       | McLeod's Daughters  | Nine Network                            | 8 d'agost del 2001    | 31 de gener del 2009  |
| Austràlia       | McLeod's Daughters  | Hallmark Channel                        |                       |                       |
| Nova Zelanda    | McLeod's Daughters  | TV2                                     | 2001                  | 12 de febrer del 2009 |
| Alemanya        | McLeods Töchter     | VOX                                     |                       |                       |
| Àustria         | McLeods Töchter     | VOX                                     |                       |                       |
| Suïssa          | McLeods Töchter     | VOX                                     |                       |                       |
| Regne Unit      | McLeod's Daughters  | Hallmark Channel                        |                       |                       |
| Àsia            | McLeod's Daughters  | Hallmark Channel                        |                       |                       |
| Països Baixos   | McLeod's Daughters  | Net 5                                   | 2001                  | 2008 o 2009           |
| Bèlgica         | McLeod's Daughters  | VTM i The Hallmark Channel              |                       |                       |
| Canadà          | McLeod's Daughters  | One                                     |                       |                       |
| Canadà          | McLeod's Daughters  | Vision TV                               |                       |                       |
| Hongria         | McLeod Lányai       | The Hallmark Channel, M1                |                       |                       |
| Itàlia          | Le Sorelle Mc Leod  | The Hallmark Channel i Rai Uno (Itàlia) |                       |                       |
| Amèrica Llatina | McLeod's Daughters  | The Hallmark Channel                    |                       |                       |
| Estònia         | McLeodi tütred      | Kanal 2, Kanal 11                       |                       |                       |
| Bulgària        | McLeod's Daughters  | GTV                                     |                       |                       |
| Polònia         | Córki McLeoda       | The Hallmark Channel                    |                       |                       |
| Polònia         | Córki McLeoda       | TVP2                                    | març del 2009         |                       |
| Israel          | McLeod's Daughters  | The Hallmark Channel                    |                       |                       |
| Sud-àfrica      | McLeod's Daughters  | The Hallmark Channel                    |                       |                       |
| Namíbia         | McLeod's Daughters  | The Hallmark Channel                    |                       |                       |
| Romania         | Fiicele lui McLeod  | The Hallmark Channel                    |                       |                       |
| Malàisia        | McLeod's Daughters  | The Hallmark Channel                    |                       |                       |
| Singapur        | McLeod's Daughters  | The Hallmark Channel                    |                       |                       |
| Noruega         | McLeod's Daughters  | TVNorge                                 |                       |                       |
| Suècia          | McLeods döttrar     | Hallmark Channel Kanal 5                |                       |                       |
| Irlanda         | McLeod's Daughters  | RTÉ 2                                   |                       |                       |
| Dinamarca       | McLeod's Daughters  | Kanal 4                                 |                       |                       |
| Finlàndia       | McLeodin Tyttäret   | YLE TV2 i Hallmark Channel              |                       |                       |
| Croàcia         | McLeod's Daughters  | HRT                                     |                       |                       |
| Sèrbia          | McLeod's Daughters  | The Hallmark Channel                    |                       |                       |
| Kuwait          | McLeod's Daughters  | KUWAIT TV2 KTV2 National Channel        |                       |                       |
| República Txeca | McLeodovy dcery     | CT1                                     | febrer del 2008       | novembre 2008         |
| Lituània        | Makleodo dukterys   | LTV                                     | febrer del 2009       |                       |

## Fitxa tècnica de doblatge

### Informació tècnica
- Directora: Maria Josep Guasch.
- Traductora: Neus González.
- Estudi: Soundtrack.

### Repartiment
| Actor/Actriu    | Actor/Actriu de doblatge | Personatge            |
| --------------- | ------------------------ | --------------------- |
| Bridie Cartier  | Núria Domènech           | Tess Silverman McLeod |
| Lisa Chappell   | Maria Josep Guasch       | Claire McLeod         |
| Jessica Napier  | Marta Ullod              | Becky Howard          |
| Rachael Carpani | Elisa Beuter             | Jodi Fountain         |
| Aaron Jeffery   | Aleix Estadella          | Alexander Ryan        |
| Myles Pollard   | Manel Gimeno             | Nick Ryan             |
| Sonia Todd      | Vicki Martínez           | Meg Fountain          |
| John Jaratt     | Joan Anton Ramoneda      | Terry Dodge           |
| Marshall Napier | Enric Isasi-Isasmendi    | Harry Ryan            |
| Inge Hornstra   | Alícia Laorden           | Sandra Kinsella       |
| Rosie Denny     | Thais Buforn             | Emma Brown            |